# گذرگاه پروازی اقیانوس آرام

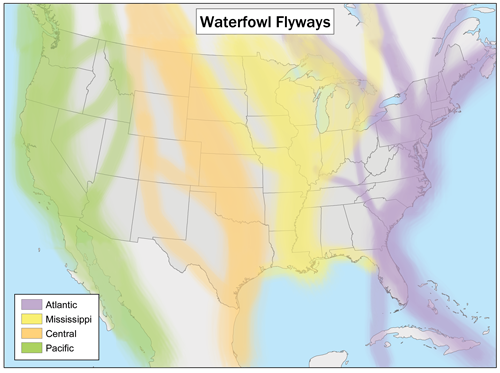
گذرگاه‌های پروازی پرندگان آبزی در ایالات متحده (گذرگاه پرواز اقیانوس آرام سبزرنگ است)

گذرگاه پروازی اقیانوس آرام یا پروازگذر اقیانوس آرام (به انگلیسی: Pacific Flyway)، یک گذرگاه پروازی اصلی از شمال به جنوب برای پرندگان مهاجر در قاره آمریکا است که از آلاسکا تا پاتاگونیا امتداد دارد. همه ساله پرندگان مهاجر بخشی یا تمام این مسافت را هم در بهار و هم در پاییز طی می‌کنند، به دنبال منابع غذایی، به مراکز زادآوری یا سفر به مکان‌های زمستان‌گذرانیمی‌روند.
هر گونه پرنده‌ای هر سال تقریباً در همان زمان مسیر مشابهی را طی می‌کند. پرنده‌شناسان و پرنده‌نگران اغلب می‌توانند پیش‌بینی کنند که چه روزی یک گونه خاص در منطقه آنها پدیدار می‌شود.

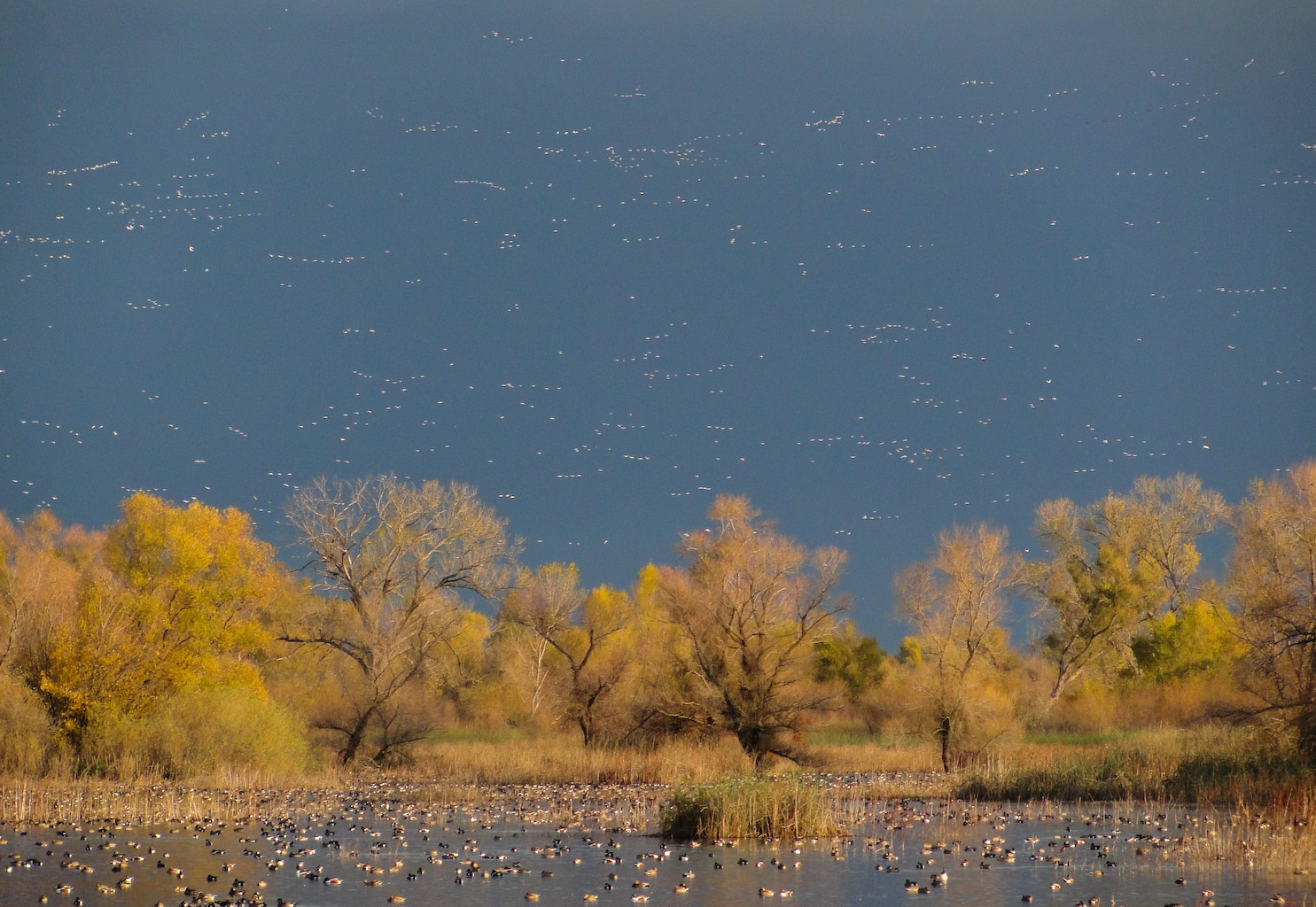
رسیدن پرندگان آبزی به دره مرکزی کالیفرنیا در پاییز